# Joël Bordier
 (décembre 2018).
Joël Bordier (1946-2015) est un illustrateur français.

## Livres-jeu
- L'Or du Pharaon, Fabrice Cayla et Jean-Pierre Pécau, Presses Pocket, 1986,  (ISBN 9782266017817).
- La Voie du sabre, Fabrice Cayla et Jean-Pierre Pécau, Presses Pocket, 1986,  (ISBN 9782266018005).
- La Malédiction de Shimbali, Pierre et François Lejoyeux, Presses Pocket, 1986,  (ISBN 9782266018623).
- Le Trésor du Yucatán, Joël Gourdon, Presses Pocket, 1987,  (ISBN 9782266018913).